# Jaswantnagar
Jaswantnagar là một thành phố và là nơi đặt ban đô thị (municipal board) của quận Etawah thuộc bang Uttar Pradesh, Ấn Độ.

## Địa lý
Jaswantnagar có vị trí 26°53′B 78°54′Đ / 26,88°B 78,9°Đ Nó có độ cao trung bình là 133 mét (436 feet).

## Nhân khẩu
Theo điều tra dân số năm 2001 của Ấn Độ, Jaswantnagar có dân số 25.346 người. Phái nam chiếm 53% tổng số dân và phái nữ chiếm 47%. Jaswantnagar có tỷ lệ 62% biết đọc biết viết, cao hơn tỷ lệ trung bình toàn quốc là 59,5%: tỷ lệ cho phái nam là 68%, và tỷ lệ cho phái nữ là 55%. Tại Jaswantnagar, 17% dân số nhỏ hơn 6 tuổi.